# Kohe Urgunt
Kohe Urgunt je hora vysoká 7 038 m n. m. (7 016 m dle jiných zdrojů) na hlavním hřebeni pohoří Hindúkuš na hranici mezi Pákistánem a Afghánistánem. Dále na východ leží 6.3 km vzdálený vrchol Acher Cagh (7 017 m).

## Prvovýstup
Kohe Urgunt byl poprvé vylezen v roce 1962 švýcarskou expedicí. Dne 4. září se na vrchol dostali horolezci Simon Burghardt, Alois Strickler, Hanspeter Ryf a Max Eiselin. O tři dny později 7. září na vrcholu stanuli další členové expedice Alois Strickler a Victor Wyss.